# Athetis robertsi
Athetis robertsi là một loài bướm đêm trong họ Noctuidae.